# Sten G. Lindberg
Sten Gabriel Lindberg, född 30 april 1914 i Linköping, död 29 december 2007 i Sofia församling i Stockholm, var en svensk biblioteksman.
Lindberg kom 1946 som nybliven filosofie licentiat i idé- och lärdomshistoria till Kungliga biblioteket. År 1947 antogs han som förste amanuens och 1959 avslutades hans befordringsgång med titeln förste bibliotekarie.
Som bokbandsforskare blev Sten G. Lindberg internationellt ryktbar. Han är gravsatt i minneslunden på Skogskyrkogården i Stockholm.